# Leyes de Extranjería y Sedición
Las Leyes sobre Extranjería y Sedición (en inglés Alien and Sedition Acts) fueron un conjunto de cuatro leyes aprobadas por el Congreso de los Estados Unidos en 1798, en previsión de una guerra con Francia. Hicieron más difícil el que alguien se pudiera convertir en un ciudadano estadounidense, legalizaron el que el presidente encarcelara y deportara a los que no fueran ciudadanos y que se consideraran peligrosos o fueran de un país hostil, y criminalizó hacer declaraciones falsas en contra del gobierno federal. Los federalistas afirmaban que estas leyes protegerían al país durante una guerra con Francia. 
Los decretos, hechos rápidamente a raíz del caso XYZ, le pusieron límites a los extranjeros y cohibieron a la crítica de la prensa hacia el Gobierno. Estos apuntaban a los inmigrantes franceses e irlandeses, incrementándoles el período de espera para obtener la naturalización de cinco a catorce años y autorizaban la expulsión de foráneos que fueran considerados peligrosos.
Aunque las Leyes sobre Extranjería y Sedición fueron adversas para Thomas Jefferson y otros, ayudaron a impulsar a Jefferson hacia la presidencia. Algunas fueron derogadas y otras expiraron en 1802.